# Bahna (přírodní památka)
Bahna je přírodní památka poblíž obce Dědová v okrese Chrudim. Oblast spravuje Agentura ochrany přírody a krajiny ČR, RP Správa CHKO Žďárské vrchy.
Důvodem ochrany jsou přírodní společenstva přechodových rašelinišť, nevápnitých mechových slatinišť, vysokých ostřic, vlhkých pcháčových luk a tužebníkových lad, bezkolencových luk a smilkových trávníků s chráněnými a ohroženými druhy rostlin a živočichů.

## Galerie

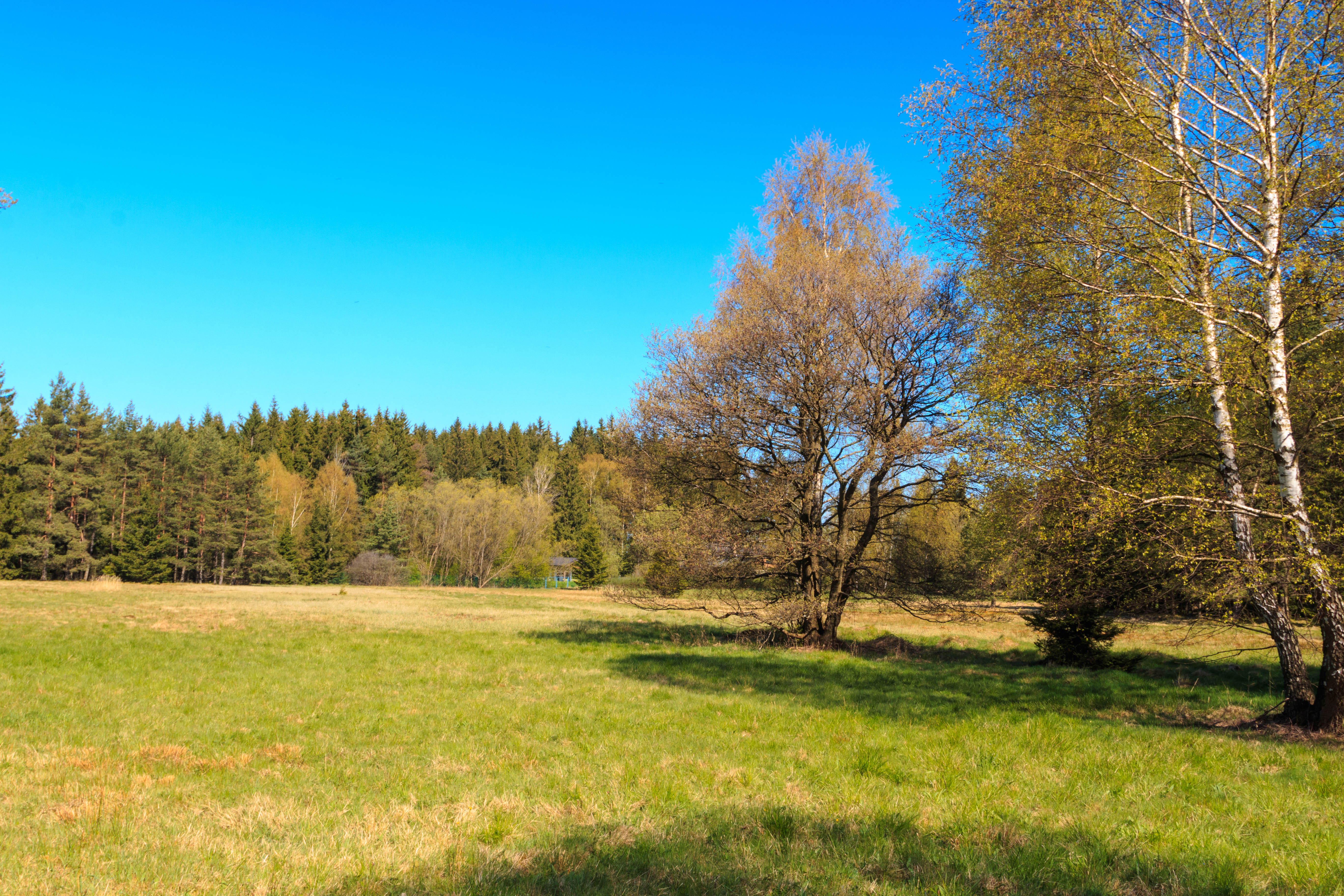
Přírodní památka Bahna
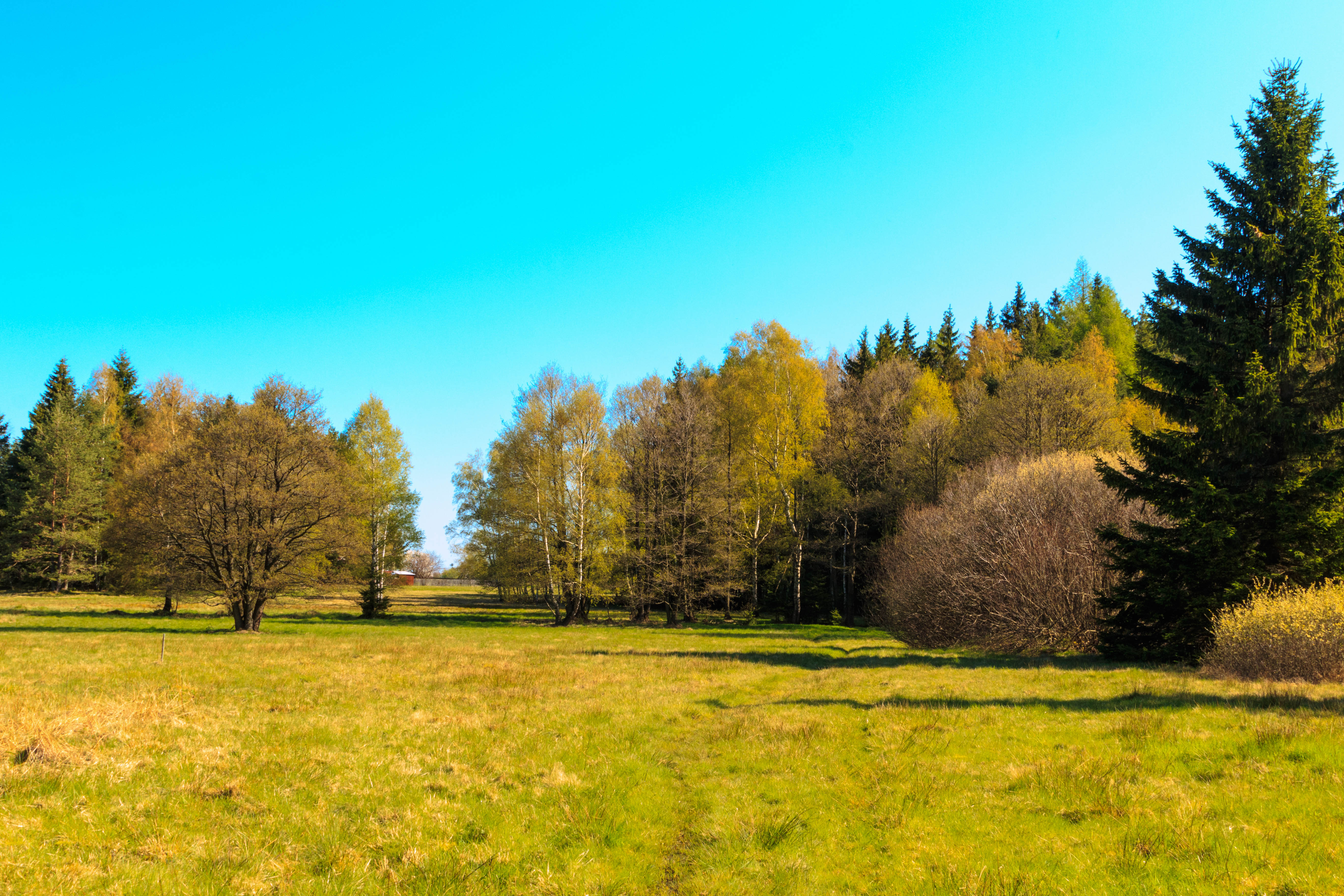
Přírodní památka Bahna
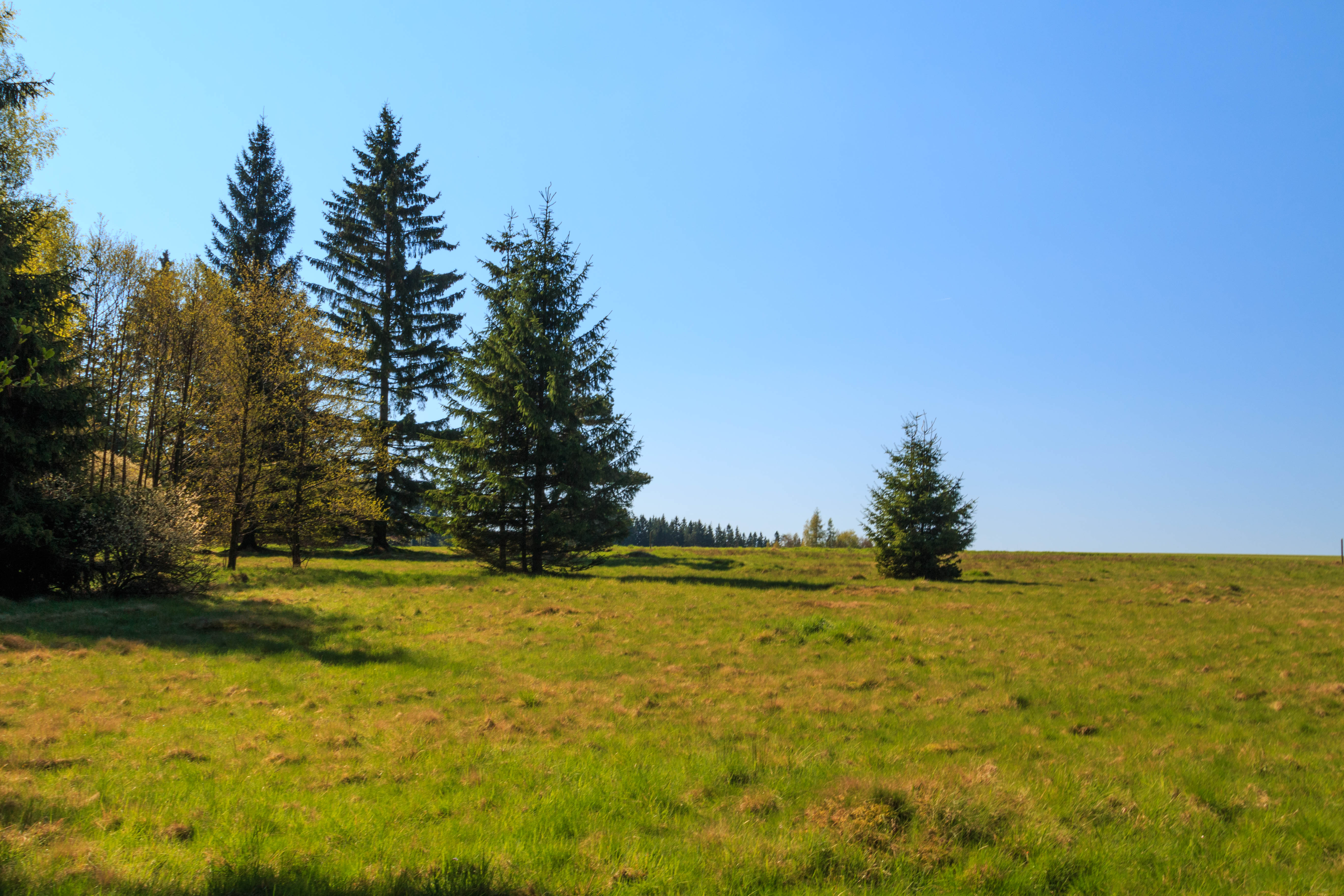
Přírodní památka Bahna
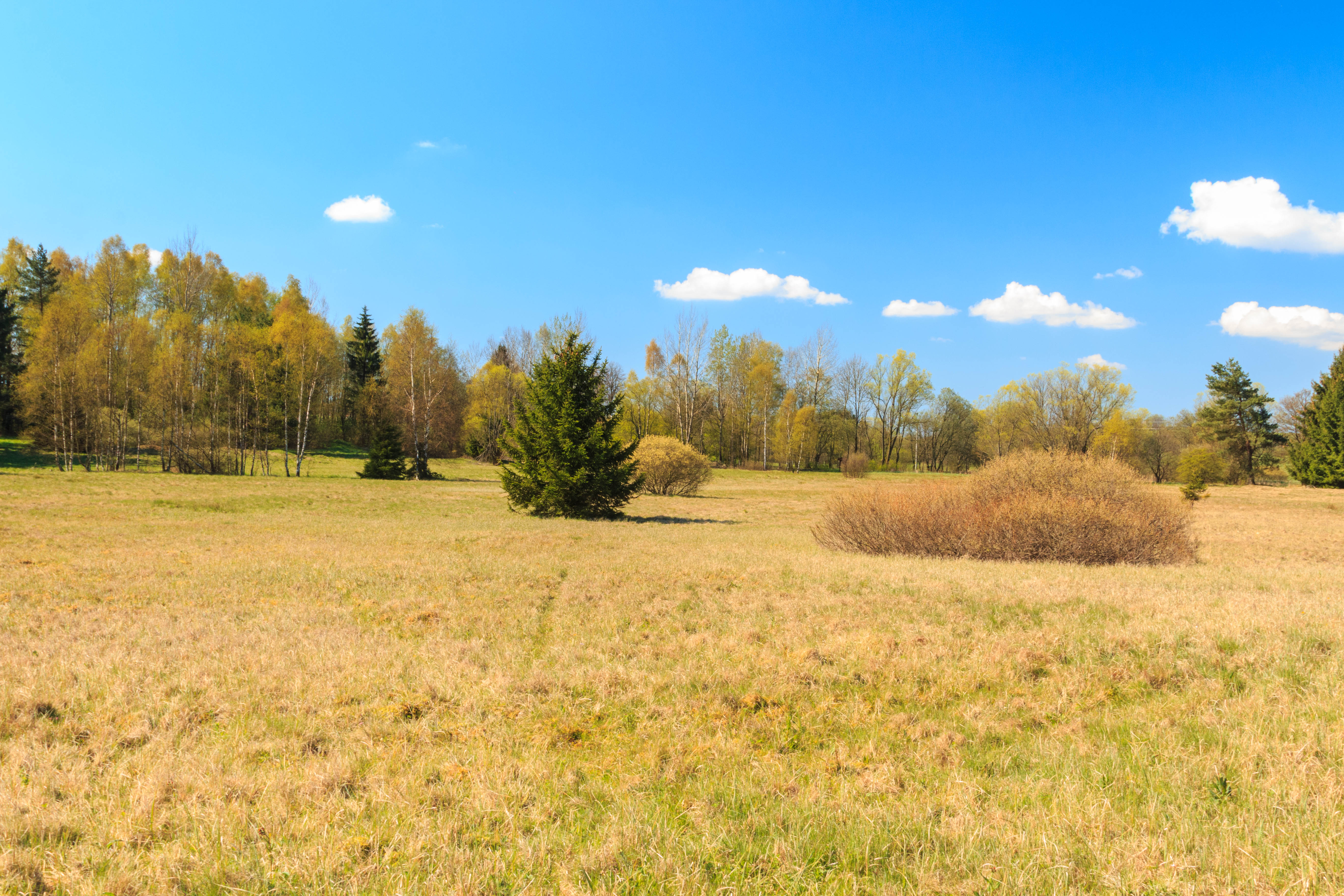
Přírodní památka Bahna